# Costa Rica vid världsmästerskapen i friidrott 2023
Costa Rica tävlade vid världsmästerskapen i friidrott 2023 i Budapest i Ungern mellan den 19 och 27 augusti 2023.

## Resultat
Costa Ricas trupp bestod av en idrottare.

### Herrar
Gång- och löpgrenar
| Idrottare       | Gren           | Försöksheat | Försöksheat | Semifinal | Semifinal | Final            | Final            |
| Idrottare       | Gren           | Resultat    | Placering   | Resultat  | Placering | Resultat         | Placering        |
| --------------- | -------------- | ----------- | ----------- | --------- | --------- | ---------------- | ---------------- |
| Gerald Drummond | 400 meter häck | 48,73       | 4 Q         | 49,31     | 8         | Gick inte vidare | Gick inte vidare |